# Telmatobufo bullocki
Telmatobufo bullocki là một loài ếch trong họ Leptodactylidae. Chúng là loài đặc hữu của Chile.
Môi trường sống tự nhiên của nó là các con sông. Loài này đang bị đe dọa do mất môi trường sống.